# Żleb Karczmarza

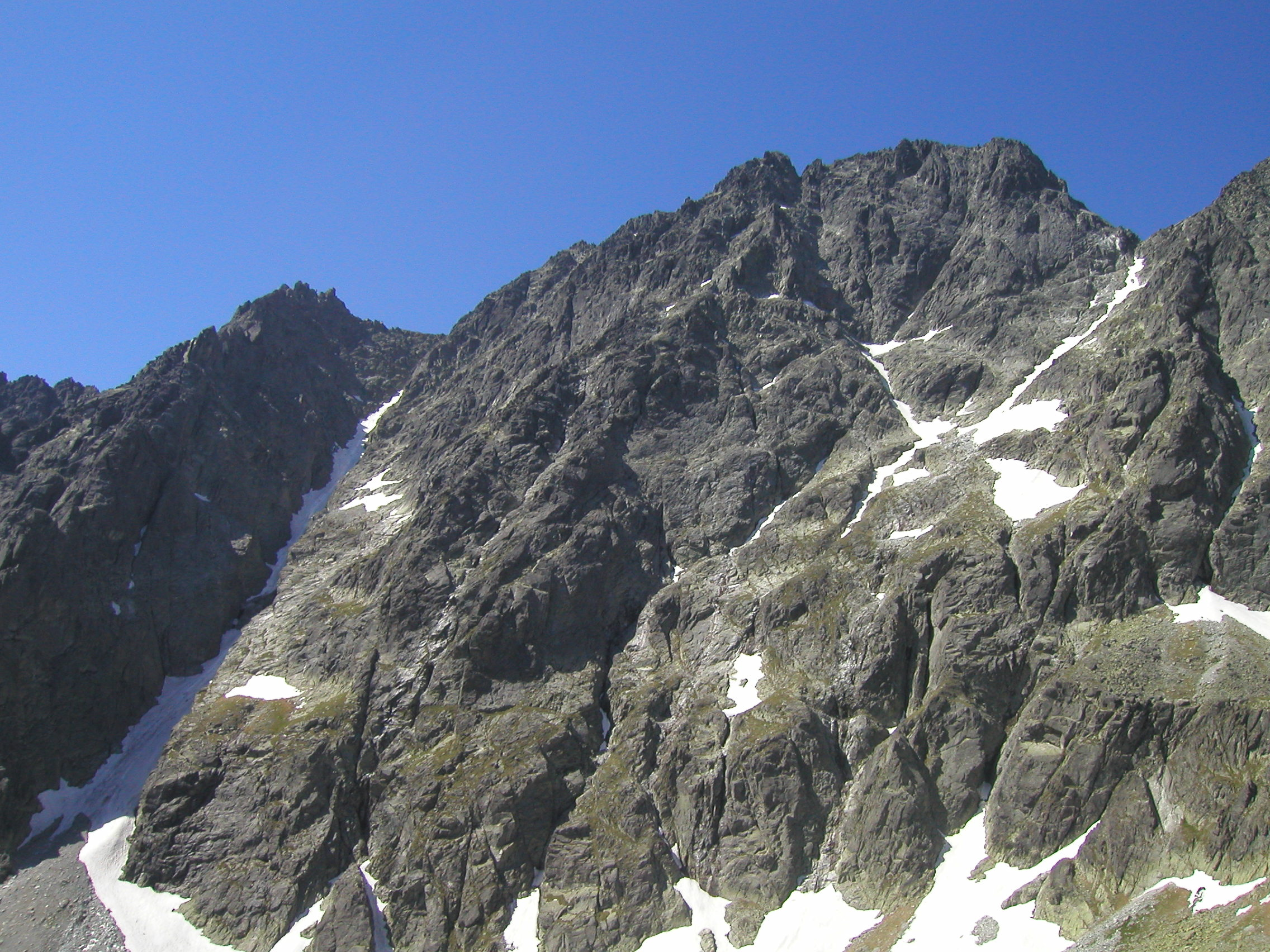
Żleb Karczmarza z Doliny Wielickiej (z lewej)

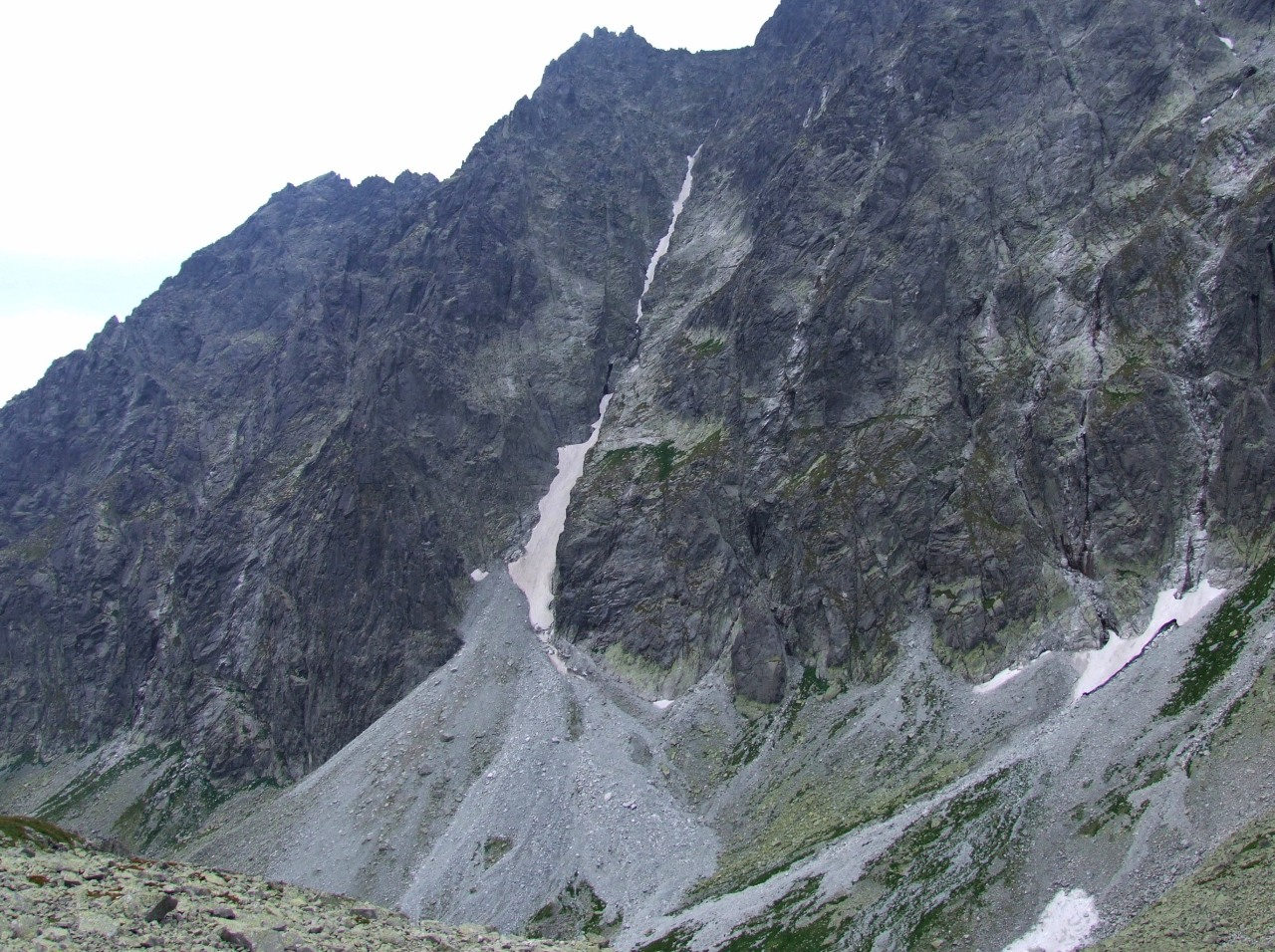
Zaśnieżony Żleb Karczmarza z ogromnym stożkiem piargowym

Żleb Karczmarza (słow. Krčmárov žľab) – żleb we wschodniej ścianie masywu Gerlacha, opadający z Lawiniastej Przełączki w kierunku Długiego Stawu Wielickiego. Jest to jeden z największych żlebów w Tatrach, jego długość to ok. 800 m. W dolnych partiach ma ok. 100 m szerokości, natomiast w górnych zwęża się i ma jedynie kilkanaście metrów szerokości. Jest bardzo stromy, nawet latem zdarza się, że jest wypełniony śniegiem. Stanowi jedną z nielicznych w Tatrach drogę typu alpejskiego. Jest również bardzo niebezpieczny z racji samoczynnych lawin kamiennych. U jego wylotu znajduje się Długi Staw Wielicki. Zsypujący się żlebem kamienny gruz utworzył ogromny stożek piargowy, który zasypał już znaczną część Długiego Stawu i nadal go zasypuje.
Pochodzenie nazwy żlebu nie jest do końca jasne. Ivan Bohuš, podając przypuszczalną etymologię tej nazwy, przytacza relację Franza Dénesa, spiskoniemieckiego taternika i badacza Tatr, w roczniku Węgierskiego Towarzystwa Karpackiego (MKE), w której ten podawał, iż przyłapał w owym żlebie zasadzającego się na kozice kłusownika, karczmarza z którejś podtatrzańskich wsi, pouczył go o niewłaściwym postępowaniu i na pamiątkę nazwał bezimienny dotąd żleb Żlebem Karczmarza. Józef Nyka przypuszcza, że bardziej prawdopodobne byłoby pochodzenie nazwy od nazwiska (Karczmarz lub słowackiego Krčmár), niż od zajęcia kłusownika.
Powyżej Żlebu Karczmarza znajduje się mniejszy Żleb Darmstädtera, którego piargi również zasypują Długi Staw.

## Historia
Pierwsze wejścia żlebem na Gerlach:
- Ludwig Darmstädter, August Otto i Hans Stabeler, 22 lipca 1899 r. – letnie,
- Janusz Chmielowski, Károly Jordán, Klemens Bachleda, Johann Franz (senior) i Paul Spitzkopf, 15 stycznia 1905 r. – zimowe.